# Жердевка
Жердевка (рус. Жердевка) град је у Русији у Тамбовској области. Према попису становништва из 2010. у граду је живело 15209 становника.

## Становништво
| 1959.  | 1970.  | 1979.  | 1989.  | 2002.  | 2010.  |
| ------ | ------ | ------ | ------ | ------ | ------ |
| 15.267 | 17.506 | 18.476 | 19.218 | 16.557 | 15.209 |